# ハリー・フート
ハリー・フート（Hallie Foote、1950年3月31日 - ）は、アメリカ合衆国の女優。父親は『アラバマ物語』等で知られる劇作家のホートン・フート。
主にニューヨークの演劇界で活動をしており、オビー賞等を受賞している。また、トニー賞の候補経験もある。

## 出演作品
- 特捜刑事マイアミ・バイス（モイラ・カプラン）1エピソード
- パラノーマル・アクティビティ3（ロイス）
- パラノーマル・アクティビティ5（ロイス）